# کاسکین کلاه‌خودی
کاسکین کلاه‌خودی (نام علمی: Cacicus oseryi)، که در گذشته به نام لانه‌آویز کلاه‌خودی نامیده می‌شد، گونه‌ای از پرندگان تیرهٔ سیاه‌پرگان (Icteridae) است.
در بولیوی، برزیل، اکوادور و پرو یافت می‌شود. زیستگاه طبیعی آن جنگل‌های جلگه‌ای نمناک نیمه‌گرمسیری یا گرمسیری است.